# غاري ويلسون (سياسي)
غاري ويلسون هو سياسي كندي، ولد في 1946 في تيمينز في كندا. نشط حزبياً في الحرب الديمقراطي الجديد لأونتاريو. وقد انتخب عضو برلمان مقاطعة أونتاريو.